# Giao, Đồng Lăng
Giao (chữ Hán giản thể: 郊区, âm Hán Việt: Giao khu) là một quận của địa cấp thị Đồng Lăng, tỉnh An Huy, Cộng hòa Nhân dân Trung Hoa. Quận Giao có diện tích 154 km², dân số 50.000 người, mã số bưu chính 244000. Quận Giao được chia thành 2 nhai đạo biện sự xứ, 2 trấn, 2 hương.
- Nhai đạo biện sự xứ: An Khánh Đồng Khoáng, Kiều Nam.
- Trấn: Đồng Sơn, Đại Thông.
- Hương: Hôi Hà.